# Barnalábú makákó

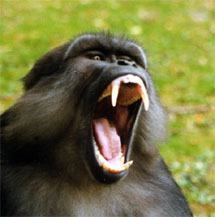
A hím hatalmas szemfogai

A barnalábú makákó (Macaca tonkeana) a cerkóffélék családjába (Cercopithecidae), azon belül pedig a cerkófmajomformák alcsaládjába (Cercopithecinae) tartozó faj.

## Előfordulása
Indonézia területén honos. Celebeszen és a szomszédos Togian-szigeteken található meg.

## Megjelenése
A barnalábú makákónak erős lábai vannak. Farka rövid. A hím testtömege 14.9 kg, a nőstény testtömege 9 kg.

## Életmódja
Egy csapat 10-30 állatból áll. Nappal aktív állat. A barnalábú makákók leginkább a fán töltik az időt. Étrendje leginkább gyümölcsökből áll, eszik még leveleket, rovarokat és egyéb gerincteleneket.

## Természetvédelmi állapota
Az élőhelyének szűkülése fenyegeti, kártevők is a vadászata is fenyegeti és hobbiállatnak is eladják. Az IUCN vörös listáján a sebezhető kategóriába szerepel.